# Aeschynanthus mengxingensis
Aeschynanthus mengxingensis är en tvåhjärtbladig växtart som beskrevs av Wen Tsai Wang. Aeschynanthus mengxingensis ingår i släktet Aeschynanthus och familjen Gesneriaceae. Inga underarter finns listade i Catalogue of Life.